# Čečina (Ivanjica)
Pour les articles homonymes, voir Čečina et Cecina (homonymie).
Čečina (en serbe cyrillique : Чечина) est un village de Serbie situé dans la municipalité d’Ivanjica, district de Moravica. Au recensement de 2011, il comptait 190 habitants.
Čečina est située sur les bords de la Studenica. Une autre localité du nom de Čečina est située à proximité.

## Démographie
| 1948 | 1953 | 1961 | 1971 | 1981 | 1991 | 2002 | 2011 |
| ---- | ---- | ---- | ---- | ---- | ---- | ---- | ---- |
| 533  | 535  | 530  | 461  | 396  | 321  | 243  | 190  |

|  |